# Salle des traditions de la Garde républicaine
La Salle des traditions de la Garde républicaine est ouverte au public boulevard Henri-IV dans le 4e arrondissement de Paris.

## Histoire
La Salle des traditions de la Garde républicaine est située caserne des Célestins sur le site de l'ancien couvent des Célestins de Paris construit sous François Ier.

## Description
La Salle des traditions est consacrée à l'histoire de la Garde républicaine de 1802 à nos jours.